# Джемаили, Арифхикмет
Арифхикмет Джемаили (макед. Арифхикмет Џемаили; родился 17 ноября 1953 года в селе Боговинье, Народная Республика Македония, СФРЮ) — македонский государственный деятель, бывший министр культуры Республики Македония.

## Образование
Арифхикмет Джемаили в 1972 году окончил музыкальное училище в Призрене, затем в 1981 году музыкальную академию в Приштине. В 1999 году поступил в Новоболгарский университет в Софии и в 2001 получил звание «Мастер хорового дирижирования».

## Карьера
Был преподавателем музыкального воспитания в Боговинье и Тетово. С 1994 по 2004 год преподавал хоровое дирижирование и хоровое пение на музыкальном факультете Тетовского университета. Одновременно был заместителем декана, затем деканом этого факультета, а с 2004 года стал доцентом. В 2006 году избран проректором Тетовского университета.
С апреля 2007 по июль 2008 года занимал пост министра культуры Республики Македония.

## Семья
Арифхикмет Джемаили женат и имеет троих детей.